# Pufr

Sloučenina MES – běžně používaný biochemický pufr.

Pufr (z německého Puffer, „nárazník“; též ústojný roztok (ústoj), nárazník či tlumivý roztok (tlumič)) je konjugovaný pár kyseliny a nebo zásady a jejich soli, který je schopný udržovat v jistém rozmezí stabilní pH po přidání kyseliny či zásady do systému. Pufry jsou obvykle směsi slabých kyselin a jejich solí, nebo směsi slabých bází a jejich solí. Pufrační kapacita je maximální, pokud je koncentrace obou konjugovaných složek pufru stejná, tj. při pH rovném pKa pufru.

## Příklad
- krev, udržuje stálé pH cca 7,4
- kyselina octová + octan sodný
- vodný roztok amoniaku + chlorid amonný

## Výpočet pH roztoku
pH roztoku pufru lze spočítat podle Hendersonovy-Hasselbalchovy rovnice:
{\displaystyle {\rm {pH}}={\rm {pK_{a}}}+\log {\frac {[{\rm {A}}^{-}]}{[{\rm {HA}}]}}}
kde A− je sůl kyseliny a HA kyselina.

## Výpočet pH z celkových koncentrací látek v roztoku
Pokud elektroneutrální roztok obsahuje více pufrů, tak lze pH spočíst z rovnice elektroneutrality:
{\displaystyle \sum _{i}{(z_{i}(pH,T)ct_{i})}=0}
kde index i prochází přes všechny látky roztoku,
zi je průměrná valence (náboj na molekule) látky i při daném pH a teplotě T,
cti je její totální koncentrace (všechny její ionizované i deionizované formy s/bez H+ v roztoku).
{\displaystyle z_{A}(pH,T)=-{\frac {1}{1+10^{pKa_{HA}(T)-pH}}}} , pro monovalentní kyseliny HA v roztoku (např. HCl)
{\displaystyle z_{A}(pH,T)=-{\frac {1+2*10^{pH-pKa_{HA^{-}}(T)}}{10^{pKa_{H_{2}A}(T)-pH}+1+10^{pH-pKa_{HA^{-}}(T)}}}}, pro bivalentní kyseliny H2A v roztoku (např. H2CO3, H2SO4)
{\displaystyle z_{A}(pH,T)=-{\frac {1+2*10^{pH-pKa_{H2A-}(T)}+3*10^{2*pH-pKa_{H_{2}A-}(T)-pKa_{HA^{2-}(T)}}}{10^{pKa_{H_{3}A}(T)-pH}+1+10^{pH-pKa_{H_{2}A^{-}}(T)}+10^{2*pH-pKa_{H_{2}A-}(T)-pKa_{HA^{2-}}(T)}}}}, pro trivalentní kyseliny H3A v roztoku (např. H3PO4)
{\displaystyle z_{A}(pH,T)=+{\frac {1}{10^{pH-pKa_{HA^{+}}(T)}+1}}}, pro látky typu HA+, které po odvázání H+ kladný náboj ztrácejí (např. NH4+)
Pro makromolekuly jako jsou albumin, hemoglobin, oxyhemoglobin, karbaminohemoglobin a karbaminooxyhemoglobin, je jejich valence z nazývána titrační křivkou.[zdroj?]